# Хиподил
„Хиподил“ е българска рок група, създадена през 1988 година от съученици в Софийската математическа гимназия.
Основният музикален стил е пънк, но често в песните им се срещат ска, хардрок, метъл и, макар и много рядко, фолк елементи. Всичко това, особено в първите два албума, е подплатено с известна доза джаз. Текстовете на Хиподил често са агресивни, вулгарни (поради което са определяни като „скандални“ и „бунтари“) и сатирични, но подплатени с добро чувство за хумор. Въпреки това се срещат и много дълбоки и смислени текстове, с явна социална насоченост. Главната цел на групата все пак е забавление (най-честите теми са алкохол, жени, секс и брутални пародии и подигравки с различни известни личности в България).
Всички текстове са творение на вокалиста Светослав Витков. Групата допълват Петър Тодоров – Пешо (китари), Венци Мицов (клавирист), Венци „Басистчето“ (бас) и Лъчезар Маринов – Лъчо (барабани). Нерядко участие взимат и гост-музиканти, акомпанирайки главно с духови инструменти.

## История
Четиримата ентусиазирани съученици от Софийската математическа гимназия – Никола Кавалджиев, Мирослав Теллалов-(Мико), Николай Савов и Петър Тодоров сформират през 1988 г. пънк група, която от самото начало изпълнява собствени песни на български език. Новосформираната група поставя началото на публичните си изяви с изпълнението на песента „Зидаромазачи“ в Летния театър в София, с което си навлича много проблеми от страна на властващата тогава партия, тъй като текстът на парчето пародира комунистическия ред.
След няколко промени в състава, Хиподил – вече с вокалиста Светльо Витков – записват през 1992 година първите си парчета „Бира с водка“, „Бира“, „Чифт очи“, „Химна“, „Жената“ и „Клиторен оргазъм“. Следващата година издават първия си албум „Алкохолен делириум“. Веднага следва национално турне, разходите по което са поети изцяло от групата. Турнето е доста успешно, но на концерт във Варна се стига до масови безредици и разправа с публиката от страна на местната полиция. Част от хората, както и всички от Хиподил са арестувани, а музикантите са обвинени в подстрекаване на публиката. Така още в началото на кариерата си Хиподил се сдобива със скандалджийския си ореол.
Следва нов албум през 1994 г., включващ песен, продиктувана от случилото се във Варна („Хиподили“). Звукът е втвърден по настояване на Светльо (повлиян от влечението си към метъл музиката и една от любимите си групи – Slayer), което става причина за кавга в групата, почти довела до отстраняването на Витков.
В третия си албум групата изпробва интегрирането на различни стилове в своята музика, като най-забележимо е присъствието на ска мотиви. Забелязва се и по-осезаемото присъствие на сериозни и комплексни текстове в сравнение с предните два албума, но като цяло тематиката е съсредоточена в типичната за Хиподил алкохоло-сексуална пародийно-купонджийска насока.
Вниманието на слушателя приковава и финалното парче „Нова грацка песен“, което представлява уникална смесица между танго ритъм, тежки китари и открита агресия.
Четвъртият албум на Хиподил, „Надървени въглища“ е може би най-скандалният в историята на българския шоу бизнес. Издаването му на CD е забранено от Министерството на културата на България, а групата е осъдена за разпространяване на порнография заради неприличните текстове. Въпреки всичко в този албум се намира първият и може би най-голям комерсиален хит на Хиподил „Бате Гойко“, който в продължение на година не слиза от ефир.
В края на 1999 година Светослав Витков напуска временно групата и заминава да работи в Америка като гастарбайтер (въпреки че в телевизионно интервю той отрича да е ходил в САЩ). Въпреки неговото отсъствие останалите членове решават да започнат записи на нов материал, като за вокалните партии канят някои вокалисти на други рок групи като Кольо Гилъна и Пешо от Контрол. През 2000 година на пазара излиза резултатът от този експеримент – албумът „Хора от народа“. Звученето е малко по-различно от това в предните албуми на Хиподил, като преобладават песни с по-мек звук и много заигравки със стила ска, но отново в типичната за групата текстова насоченост, този път без никакви нецензурни думи. Прави впечатление необичайно честото използване на клавирни инструменти в много от песните. Светльо все пак взима участие в албума чрез парчетата „Партизани“ и „Друго няма“, записани преди неговото заминаване.
През 2003 година голям успех има и песента „Скакауец“, остра критика на телевизията. Светослав Витков издава съвместно с групата The Legends през 2007 нов албум с името „Булгарно“.

## Любопитни факти
- Името „Хиподил“ произлиза от кръстоска между хипопотам и крокодил (които според думите на Светльо Витков „са два мъжки екземпляра, които са се заклещили“).
- Хиподил е първата българска група, взела участие в дебютното издание на ежегодния балкански рок фестивал „Таксират“ през 1999 година в Северна Македония, заедно със състави от Босна и Херцеговина, Сърбия, Албания, Хърватско и представители на домакините.
- Вокалистът на групата Светослав Витков има издадени две авторски книги. Първата съдържа текстовете на песните, изпълнени от Хиподил, както и много неиздавани и незаписвани негови стихове, мисли и откровения. Втората съдържа историята на Хиподил, както и интересни случки, съпътстващи изявите на групата.
- Витков взима участие в съвместна песен с басиста на група Ревю Васил Гюров, наречена „Let me да те love you“, която се появява в националния ефир в началото на 2006. През 2007 страничният му проект Светльо & The Legends издава албума Булгарно, включващ тази песен.

## Дискография
- Алкохолен делириум (1993)
- Некъф ужас, некъф ат (1994)
- С гол в ръката... (1996)
- Надървени въглища (1998)
- Тъ'пест – компилация (1999)
- Хора от народа (2000)
- Хиподил – сингъл (2002)
- Тъ'пест 2 – компилация (2009)